# Amyrtaios
Amyrtaios is de enige farao uit de 28e dynastie en heerste over Egypte van 404 v.Chr. tot 399 v.Chr..
Amyrtaios van Saïs was waarschijnlijk de kleinzoon van Amyrtaios die vijftig jaar eerder in opstand was gekomen tegen de Perzen en was dus van Lybische afkomst. In Egypte waren gedurende de Perzische overheersing verschillende opstanden tegen de Perzen. Deze werden vaak gesteund door de Grieken, maar vaak weinig succesvol. Amyrtaios voerde al vanaf 411 v.Chr. een opstand tegen Darius II, maar riep zich na de dood van Darius II uit tot koning van Egypte. Door interne problemen konden de Perzen niet ingrijpen en vanaf 402 v.Chr. was Amyrtaios koning over Opper- en Nederegypte. Dit weten we door een contract op de Elephantine papyrus, waar hij als koning van heel Egypte voorkomt. Zijn heerschappij was van korte duur, want in 399 v.Chr. werd hij van zijn troon verdreven door Nepherites I, die Amyrtaios in 399 v.Chr. executeerde in Memphis. Er zijn geen bouwwerken door hem nagelaten en zijn regering wordt als een negatieve periode beschouwd door de Demotische kroniek.

## Antieke bronnen
- Diodorus Siculus, Bibliotheca Historica XIV 35.3–5.
- Herodotus, Historiën III 15.
- Thucydides, I 110.
- Xenophon, Anabasis I 4.3, 5.